# Manāsa
Manāsa är en ort i Indien.   Den ligger i distriktet Neemuch och delstaten Madhya Pradesh, i den centrala delen av landet, 500 km söder om huvudstaden New Delhi. Manāsa ligger 443 meter över havet och antalet invånare är 24 078.
Terrängen runt Manāsa är lite kuperad, och sluttar söderut. Runt Manāsa är det ganska tätbefolkat, med 155 invånare per kvadratkilometer. Manāsa är det största samhället i trakten. Trakten runt Manāsa består till största delen av jordbruksmark.